# Lim (Fluss)
Der Lim (kyrillisch Лим) ist ein Fluss in Montenegro, Serbien sowie Bosnien und Herzegowina. Mit 220 Kilometer Länge ist der Lim der größte Nebenfluss der Drina und der größte Fluss im Gebiet des Sandžak. Er entspringt bei Plav im Südosten Montenegros dem gleichnamigen See (Plavsko jezero).

## Etymologie
Der Name des Flusses geht zurück auf das albanische Wort lumë für „Fluss“ (im gegischen Dialekt lymë). Das heutige Hydronym mit dem Vokal i entstand aus einer im 13. Jahrhundert belegten altserbischen Form Lыmь, wobei das ы anstelle des ursprünglichen u darauf hindeutet, dass die Entlehnung noch vor dem 10. Jahrhundert stattfand. Wenn die gegische Form lymë als Ursprung angenommen wird, ist auch ein späterer Entlehnungszeitpunkt denkbar, spätestens jedoch bis zum 12. Jahrhundert. Die slawische Namensform wurde sodann als Lim ins Albanische zurückentlehnt.

## Lauf
Der längste Zufluss des Plavsko jezero hat seine Quellen auf der Südseite des Maglić-Massives im Süden Montenegros. Bei ungefähr 1300 m Meereshöhe mündet der Borovački potok mit seinen Quellflüssen Prouški Potok und Velji potok in den längeren Vučin potok. Dieser verlässt nach ungefähr 7,5 Kilometer das montenegrinische Staatsgebiet und durchquert in Ostrichtung den äußersten Nordzipfel Albaniens auf einer Länge von 9,5 Kilometern. In Albanien wird der Fluss Lumi i Vermoshit genannt. Das Gebiet um Vermosh ist die einzige Region Albaniens, die ins Schwarze Meer entwässert wird. Wieder in Montenegro wird der Fluss fortan als Grnčar bezeichnet. In Gusinje vereinigt sich der Grnčar mit dem Flüsschen Vruja zur Ljuča. Diese ist der einzige beudetende Zufluss des Plavsko jezero. Dessen größter Abfluss wird nun erstmals Lim genannt.
Auf seinem Lauf durch die Schluchten im Osten Montenegros durchquert der Lim die Städte Andrijevica, Berane und Bijelo Polje. Auf serbischer Seite liegen die Städte Prijepolje und Priboj an seinen Ufern. Zwischen Bijelo Polje und Prijepolje bildet das Tal des Lim zudem den Korridor für den Hauptverkehrsstrom zwischen Montenegro und Serbien, also die Europastraße 763 und die Bahnstrecke Belgrad–Bar. Hinter Priboj verläuft der Fluss durch das bosnisch-serbische Grenzgebiet bei Sjeverin und Rudo und durchquert hinter Rudo einen engen Canyon, bevor er oberhalb von Višegrad in die hier angestaute Drina mündet.
Das Einzugsgebiet des Lim umfasst 5963 km², der Fluss ist nicht schiffbar. Der längste und wasserreichste Nebenfluss ist der Uvac, welcher hinter Priboj von rechts einmündet.

## Busunglück
Bei einem Busunfall am 4. April 2004 kamen auf dem Rückweg von Dubrovnik nach Bulgarien zwölf Schüler einer bulgarischen Reisegruppe ums Leben, als ihr Bus nahe dem serbischen Ort Gostun von der Straße abkam und in den Lim stürzte.